# Neoplocaederus ferrugineus
Neoplocaederus ferrugineus là một loài bọ cánh cứng trong họ Cerambycidae.